# (87555) 2000 QB243
(87555) 2000 QB243, também escrito como (87555) 2000 QB243, é um objeto transnetuniano que é classificado como um centauro, em uma forma de estendida de centauro. O mesmo tem uma excentricidade orbital de 0,562. Ele tem um diâmetro estimado de cerca de 96 km.